# Mimudea asychanalis
Mimudea asychanalis là một loài bướm đêm trong họ Crambidae.